# 宮城県石巻商業高等学校
宮城県石巻商業高等学校（みやぎけん いしのまきしょうぎょうこうとうがっこう）は、宮城県石巻市南境字大樋にある県立商業高等学校。地元では「石商」（せきしょう）と呼ばれる。1911年（明治44年）に石巻町立石巻商業補習学校として創立された男子校であったが、2006年（平成18年）度より男女共学になった。

## 概要
石巻高等学校とは姉妹校であり、6月になると定期戦が開催される。その際には、両校の応援団による応援合戦と共に、サッカー・ボート競技・硬式野球の3種目で競技が行われる。
2005年（平成17年）度からは「活字離れ」が進んでいると言われる現代の高校生に読書する機会を持ってもらうために、テレビやインターネットなどのメディアだけに頼ることなく、活字の媒体から得る知識や教養の大切さを理解し、合わせて国語力やコミュニケーション能力の向上のために、朝の10分間読書を実施している。
また生徒それぞれが文武両道をテーマにして秋になるとクロスカントリーなども実施されている。
部活動では卓球部やバレーボール部、ボート部やカヌー部、珠算部、軟式野球部が強豪として知られており、特に珠算部やカヌー部は全国屈指の実力と戦跡を残している。吹奏楽部は、平成20年、創立以来初めてコンクールに出場する。
又、硬式野球部が2009年（平成21年）9月秋季高等学校野球宮城県大会において59年ぶりの決勝進出、準優勝に輝き創部90年目で初の東北大会への出場権を得た。
学習面では2006年（平成18年）から石巻専修大学と合同で「高大接続研究事業」を開始した。これは、県内の公立高校では初の試みである。

## 設置学科
全日制
- 総合ビジネス科（2006年度から）

主に珠算

## 学期
- 4月1日に始まり翌年3月31日に終わる。学年を次の4学期に分ける。
  - 第1学期 4月1日から6月30日まで
  - 第2学期 7月1日から9月30日まで
  - 第3学期 10月1日から12月31日まで
  - 第4学期 1月1日から3月31日まで

## 校史・沿革
- 1911年4月 - 石巻町立商業補習学校として創立
- 1917年4月 - 石巻町立石巻商業学校開校（修業年限3ヵ年 定員:150名）
- 1918年4月 - 校歌制定
- 1922年3月 - 修業年限5ヵ年 定員:250名
- 1926年2月 - 石巻商業学校と改称
- 1944年4月 - 石巻工業学校に転換 （戦時措置）
- 1946年4月 - 石巻商業学校に再転換（9学級）
- 1948年5月 - 開校記念式挙行、5月17日を開校記念日と定む
- 1954年4月 - 宮城県に県移管、宮城県石巻商業高等学校と改称
- 1973年4月 - 営業科・経理科の2学科を設置
- 1974年4月 - 新校舎へ移転、情報処理科を設置
- 1975年4月 - 新校舎落成式及び創立60周年記念式典挙行
- 1988年4月 - 東北六県商業教育研究大会を開催
- 1990年10月 - 創立80周年記念式典挙行、トレーニング室及び弓道射場完成
- 1993年3月 - 語学演習（LL機器）設備導入
- 1994年4月 - 家庭科実習棟完成・学科改編（国際経済科・会計科を設置）
- 1996年3月 - 校名表示塔完成
- 1999年2月 - プール完成、体育館改修、屋内運動場大規模耐震改造工事
- 2001年11月 - 創立90周年記念式典挙行
- 2002年11月 - 第29回東北六県高等学校珠算競技大会開催
- 2002年12月 - 校舎南棟耐震補強工事（1,447万6千円）
- 2003年11月 - 石巻商業高等学校バリアフリー化改修工事（エレベーター）
- 2003年12月 - 校舎北棟耐震補強工事
- 2005年9月 - 男女共学化に伴う北校舎改築工事、体育館改修工事
- 2006年4月 - 総合ビジネス科設置、男女共学化

## 校是・校訓
校是
- 独立自尊

校訓
- 誠実、勤勉、協同、友愛、自律、創造

## アクセス
- JR仙石線・石巻線石巻駅下車。
  - 石巻駅から徒歩30分、タクシーで約6〜7分、ミヤコーバスで10分。
- 三陸沿岸道路石巻女川ICから5〜10分。

## 生徒活動

### 部活動・愛好会

#### 運動部
- 硬式野球部　（男子）
- 陸上競技部

- バレーボール部
- バスケットボール部
- ソフトテニス部

- ボート部
- カヌー部

- 弓道部
- 柔道部

- サッカー部　（男子）
- 剣道部

- 空手道部
- 卓球部

#### 文化部
- 放送部
- 科学部

- 写真部
- 吹奏楽部

- 美術部
- 珠算部

- 事務機械部
- コンピュータ部

- 書道部
- 簿記部

- 英語部

#### 愛好会
- JRC愛好会

### 委員会
- 生徒会
- 応援団

- アルバム委員
- 旅行委員

- 選挙管理委員
- LHR委員

- 進路委員
- 交通安全委員

- 保健委員
- 生活委員

- 図書委員
- 広報委員

- 体育祭実行委員
- 文化祭実行委員

## 姉妹校
- 宮城県石巻高等学校

## 著名な卒業生
- 青木和夫（元石巻市長、石巻ガス創業者・初代社長）
- 阿部三郎（中央大学理事長、元日弁連会長）
- 小杉勇（俳優　映画監督）
- 渥美巌（東松島市長、宮城県議会議員）
- 山路嘉人（プロサッカー選手）
- 萌江（ほやドル、シンガーソングライター） - 2019年5月17日には開校記念日行事として講話を行っている[1]。

## その他
2011年9月12日、当校の体育館で、Superflyがシークレットライブを実施した。